# Distrito de Torcy
El distrito de Torcy es un distrito (en francés arrondissement) de Francia, que se localiza en el département Sena y Marne (en francés Seine-et-Marne), de la région Isla de Francia. Cuenta con 10 cantones y 43 comunas.
La capital de un distrito se llama subprefectura (sous-préfecture). Cuando un distrito contiene la prefectura (capital) del departamento, esa prefectura es la capital del distrito, y se comporta tanto como una prefectura como una subprefectura.

## División territorial

### Cantones
Los cantones del distrito de Torcy son:
1. Cantón de Champs-sur-Marne
2. Cantón de Chelles
3. Cantón de Claye-Souilly
4. Cantón de Lagny-sur-Marne
5. Cantón de Noisiel
6. Cantón de Pontault-Combault
7. Cantón de Roissy-en-Brie
8. Cantón de Thorigny-sur-Marne
9. Cantón de Torcy
10. Cantón de Vaires-sur-Marne

### Comunas
| 1. Annet-sur-Marne (77005)    | 2. Bailly-Romainvilliers (77018) | 3. Brou-sur-Chantereine (77055) | 4. Bussy-Saint-Georges (77058)        |
| 5. Bussy-Saint-Martin (77059) | 6. Carnetin (77062)              | 7. Chalifert (77075)            | 8. Champs-sur-Marne (77083)           |
| 9. Chanteloup-en-Brie (77085) | 10. Chelles (77108)              | 11. Chessy (77111)              | 12. Claye-Souilly (77118)             |
| 13. Collégien (77121)         | 14. Conches-sur-Gondoire (77124) | 15. Coupvray (77132)            | 16. Courtry (77139)                   |
| 17. Croissy-Beaubourg (77146) | 18. Dampmart (77155)             | 19. Ferrières-en-Brie (77181)   | 20. Gouvernes (77209)                 |
| 21. Guermantes (77221)        | 22. Jablines (77234)             | 23. Jossigny (77237)            | 24. Lagny-sur-Marne (77243)           |
| 25. Lesches (77248)           | 26. Lognes (77258)               | 27. Magny-le-Hongre (77268)     | 28. Montévrain (77307)                |
| 29. Noisiel (77337)           | 30. Ozoir-la-Ferrière (77350)    | 31. Le Pin (77363)              | 32. Pomponne (77372)                  |
| 33. Pontault-Combault (77373) | 34. Pontcarré (77374)            | 35. Roissy-en-Brie (77390)      | 36. Saint-Thibault-des-Vignes (77438) |
| 37. Serris (77449)            | 38. Thorigny-sur-Marne (77464)   | 39. Torcy (77468)               | 40. Vaires-sur-Marne (77479)          |
| 41. Villeparisis (77514)      | 42. Villevaudé (77517)           | 43. Émerainville (77169)        |                                       |